# Federación Libertaria Argentina
La Federación Libertaria Argentina o FLA, es una federación anarquista que opera en Argentina, con sedes en la ciudad de Buenos Aires, San Pedro (Buenos Aires), La Pampa y en Rosario que forma parte de la Internacional de Federaciones Anarquistas.
Fundada en octubre de 1935 con el nombre de Federación Anarco-Comunista Argentina, la FLA cambia a su nombre actual — entre otras razones para tener un nombre más pluralista y menos confuso ante el público en general — en 1955. Desde 1985, la FLA ha venido publicando el informativo político El Libertario. Anteriormente publicaba Acción Libertaria.

## Historia
Fundada en la La Plata en octubre de 1935, la Federación Libertaria Argentina, nace bajo el nombre de Federación Anarco-Comunista Argentina (FACA) como continuación al Comité Regional de Relaciones Anarquistas (CRRA) una asamblea anarquista llevada a cabo desde 1932, la FACA pasa a ser la primera organización específica anarquista en el país.
Estableció su sede en Buenos Aires, y emprendió múltiples actividades en varios puntos del país en continuidad con las desempeñadas anteriormente por el CRRA. Como primeras actividades relevantes se puede destacar la importante participación en la campaña por la libertad de los Presos de Bragado: Pascual Vuotto, Reclus de Diago y Santiago Mainini, anarquistas arbitrariamente detenidos y torturados por la policía durante la Década Infame, acusados falsamente de haber puesto una bomba el 5 de agosto de 1931 en el pueblo de Bragado.

### Guerra civil española
Menos de un año después de fundarse la FLA, el 19 de julio de 1936, se produce la revolución social española, un proceso revolucionario libertario gestado desde el seno del movimiento obrero español, en contexto de la guerra civil española puesta en marcha tras el fallido golpe de Estado por sectores nacionalistas y fascistas del Ejército español el día 17 de julio.
En ese contexto de gran influencia anarquista en el conflicto y la lucha antifascista, diferentes organizaciones y partidos, tanto comunistas como anarquistas, forman comités de solidaridad con la España en contra del golpe militar. Se formaron entonces la Comisión Coordinadora de Ayuda a España y, por su parte la FACA impulsó la creación de Solidaridad Internacional Antifascista (SIA) y participó activamente en el Servicio de Propaganda de España fundado por la CNT-FAI, nombrando y enviando como delegados de la Federación a Anita Piacenza, Jacobo Maguid, Jacobo Prince y José Grunfeld quienes se dirigieron a Cataluña para representar a la FLA y dar apoyo a las distintas organizaciones libertarias en esa región, como también dirigir y colaborar en el periódico de la CNT Solidaridad Obrera.
El primer delegado de la FACA en llegar a España fue Jacobo Maguid, quien tras viajar hacia Marsella se dirige a Cataluña en noviembre de 1936 para desempeñarse como responsable de la comisión organizadora del Congreso Internacional Anarquista. También trabajó activamente en el Comité Regional de la FAI, en el periódico Tierra y Libertad y en la revista Tiempos Nuevos hasta diciembre de 1938.
Esta revolución social llevó a muchos militantes a participar directamente en el conflicto viajando como combatientes a España o en tareas de apoyo desde Argentina. Cientos de anarquistas viajaron rumbo a integrarse a la CNT y la FAI, militantes de la FORA como Diego Abad de Santillán y la FACA tal el caso de Anita Piacenza, Jacobo Maguid, Jacobo Prince y José Grunfeld entre otros.

## Organización
Se rige por la Declaración de Principios y la Carta Orgánica aprobadas por sus agrupaciones reunidas en congreso. Su estructura y funcionamiento son federativos y se coordinan por Consejos Locales y el Consejo Nacional. 

## Actividades
Desarrolla su actividad en múltiples aspectos. En su local propio, la Casa de los Libertarios, se cumplen en la actualidad, entre otras tareas las siguientes: reuniones regulares, librería, administración, biblioteca, archivo, atención de visitantes, correspondencia. En cada ciclo anual se realizan conferencias, mesas redondas, presentaciones de libros, exhibiciones de películas y videos, actos conmemorativos, encuentros de confraternización, veladas artísticas y musicales. Hasta comienzos de 1971 se editaron 210 números de su órgano periodístico Acción Libertaria. Después de una larga interrupción, a partir de 1985 aparece como su vocero el periódico El Libertario.
La Editorial Reconstruir, creada e impulsada por la FLA, tiene en su haber una cuantiosa producción de libros y folletos, además de la revista bimestral del mismo nombre publicada hasta 1976. Aunque con menos intensidad, continúa en la labor de difundir libros y de editar obras con su propio sello; las más recientes de éstas, con los títulos Mito, Religión, Iglesia, La Revolución Libertaria Española y Sacco y Vanzetti, dos nombres para la protesta de Fernando Quesada.

## Enlaces
- / Federación Libertaria Argentina - portal de la organización
- FLA: Presentación (enlace roto disponible en Internet Archive; véase el historial, la primera versión y la última).
- FLA: Noticias y Actividades
- El Libertario Órgano de difusión de la FLA
- Historia de la Federación Libertaria Argentina
- de algunos periódicos del Archivo BAEL de la FLA (enlace roto disponible en Internet Archive; véase el historial, la primera versión y la última).

- Datos: Q936517